# Les Chenaux
Les Chenaux ist eine regionale Grafschaftsgemeinde (französisch municipalité régionale du comté, MRC) in der kanadischen Provinz Québec.
Sie liegt in der Verwaltungsregion Mauricie und besteht aus zehn untergeordneten Verwaltungseinheiten (sechs Gemeinden und vier Sprengel). Die MRC wurde am 1. Januar 2002 gegründet und entstand aus der Fusion der aufgelösten Regionalgemeinden Francheville und Centre-de-la-Mauricie. Der Hauptort ist Saint-Luc-de-Vincennes. Die Einwohnerzahl beträgt 18.617 (Stand: 2016) und die Fläche 872,89 km², was einer Bevölkerungsdichte von 21,3 Einwohnern je km² entspricht.

## Gliederung
Gemeinde (municipalité)
- Batiscan
- Champlain
- Sainte-Anne-de-la-Pérade
- Saint-Luc-de-Vincennes
- Saint-Prosper-de-Champlain
- Saint-Stanislas

Sprengel (municipalité de paroisse)
- Notre-Dame-du-Mont-Carmel
- Sainte-Geneviève-de-Batiscan
- Saint-Maurice
- Saint-Narcisse

## Angrenzende MRC und vergleichbare Gebiete
- Mékinac
- Portneuf
- Bécancour
- Trois-Rivières
- Maskinongé
- Shawinigan